# Halecium plicatocarpum
Halecium plicatocarpum är en nässeldjursart som beskrevs av Vervoort och Watson 2003. Halecium plicatocarpum ingår i släktet Halecium och familjen Haleciidae. Inga underarter finns listade i Catalogue of Life.